# Mikaelsgården
För andra betydelser, se Mikaelsgården (olika betydelser).
Mikaelsgården är en ort belägen utanför Järna i Ytterjärna socken i Södertälje kommun. Den första antroposofiska verksamheten i Järnaområdet, Mikaelgårdens Läkepedagogiska Institut, startades i Mikaelsgården år 1935. 
Fram till 2010 klassade SCB Mikaelsgården som en småort.